# Кёгна-Таглар
Кёгна-Таглар (азерб. Köhnə Tağlar), до 1992 года — Хинтаглар (азерб. Hintağlar) —  село в Ходжавендском районе Азербайджана, является центром Кёхня-Тагларского сельского административно-территориального округа.

## География
Село Кёхня-Таглар является центром Кёхня-Тагларского сельского административно-территориального округа Ходжавендского района, при этом в состав этого сельского административно-территориального округа входит также и село Агджакенд.

## История
Известно, что часть жителей села переселилась сюда из иранских городов Хоя и Сельмаса в 1829 году.
По данным «Свода статистических данных о населении Закавказского края, извлеченных из посемейных списков 1886 года», в селе Старый Таг Аргюнашского сельского округа Джебраильского уезда Елизаветпольской губернии было 24 дыма и проживало 219 армян. Всё население являлось казёнными крестьянами. В 1912 году, по данным Кавказского календаря, в селе жило 585 человек, в основном армяне.
В советский период село называлось Хинтаглар и являлось центром Хинтагларского сельсовета Гадрутского района Нагорно-Карабахской автономной области (НКАО) Азербайджанской ССР. В 1965 году сюда из Джебраила была проведена линия электропередач. Основными занятиями населения были животноводство и хлебопашество. В селе имелись средняя школа, клуб, библиотека и больница. На 1986 год в Хинтагларе проживало 196 человек.

### Карабахский конфликт
2 сентября 1991 года на совместной сессии Нагорно-Карабахского областного и Шаумяновского районного Советов народных депутатов была принята Декларация о провозглашении Нагорно-Карабахской Республики в границах Нагорно-Карабахской автономной области (НКАО) и сопредельного Шаумяновского района Азербайджанской ССР.
26 ноября 1991 года Верховный Совет Азербайджанский Республики принял Закон "Об упразднении Нагорно-Карабахской автономной области Азербайджанской Республики". В этом Законе было постановлено помимо упразднения Нагорно-Карабахской Автономной Области (НКАО), в том числе также и переименование Мартунинского района в Ходжаведский, упразднение Гадрутского района и присоединение территории Гадрутского района в состав Ходжавендского района. Таким образом, это село стало входить в состав Ходжавендского района.
В результате Карабахского конфликта село 2 октября 1992 года было занято армянскими вооружёнными формированиями и попало под контроль непризнанной Нагорно-Карабахской Республики (НКР).
29 декабря 1992 года решением Милли Меджлиса Азербайджанской Республики № 428 село было переименовано в Кёгна-Таглар. Таким образом, в настоящее время это село Кёгна-Таглар и является центром Кёгна-Тагларского сельского административно-территориального округа Ходжавендского района Азербайджана.
Однако согласно административно-территориальному делению непризнанной Нагорно-Карабахской Республики, контролировавшей село с 1992 по 2020 годы, село располагалось в Гадрутском районе НКР и называлось Хин Тахлар (арм. Հին Թաղեր).

Согласно информационному агентству АЗЕРТАДЖ село было подвергнуто вандализму с армянской стороны.

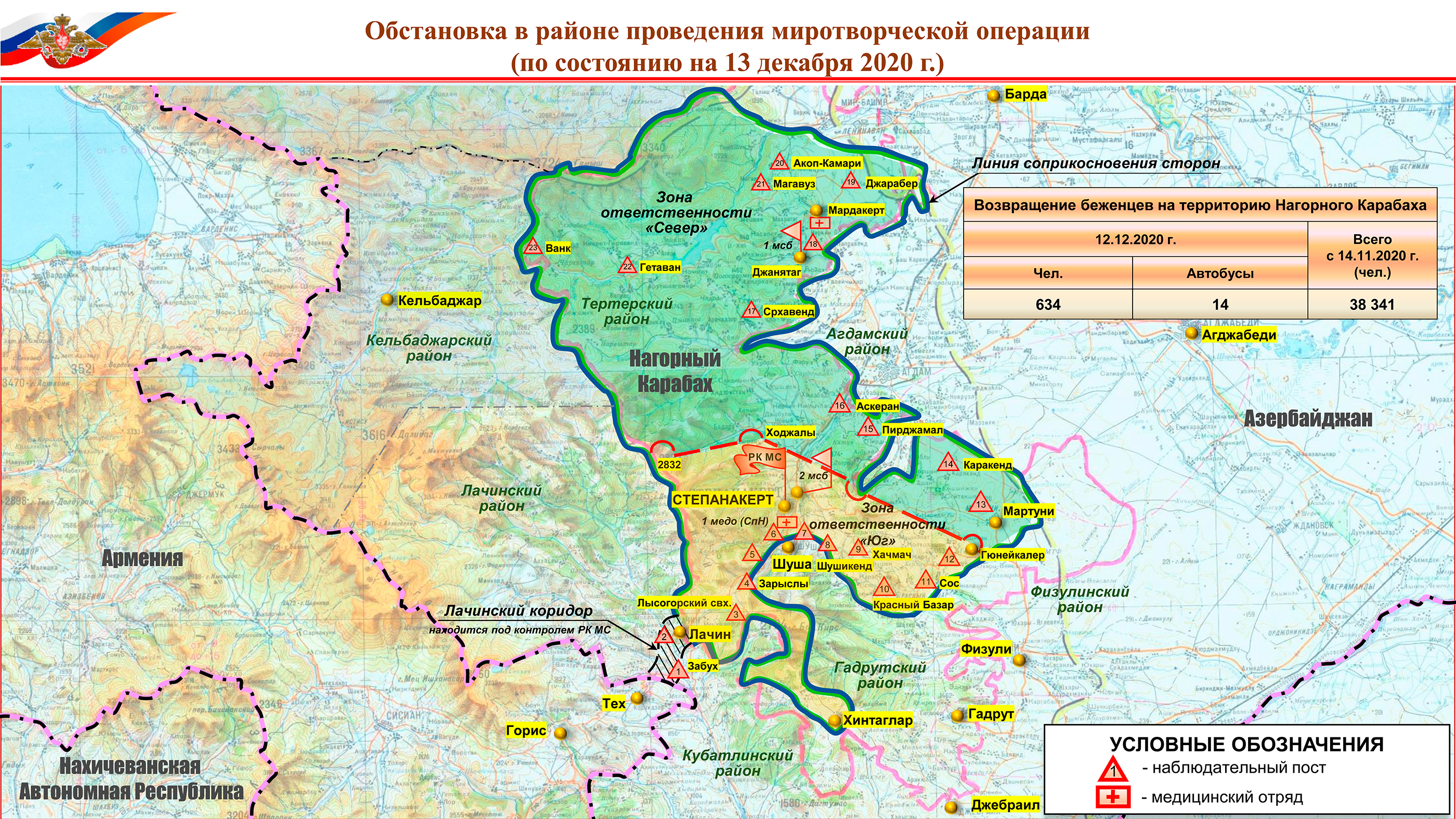
Ситуация в Нагорном Карабахе на 13 декабря 2020 после боестолкновений в Кёгна-Тагларе и Чайлаггале.

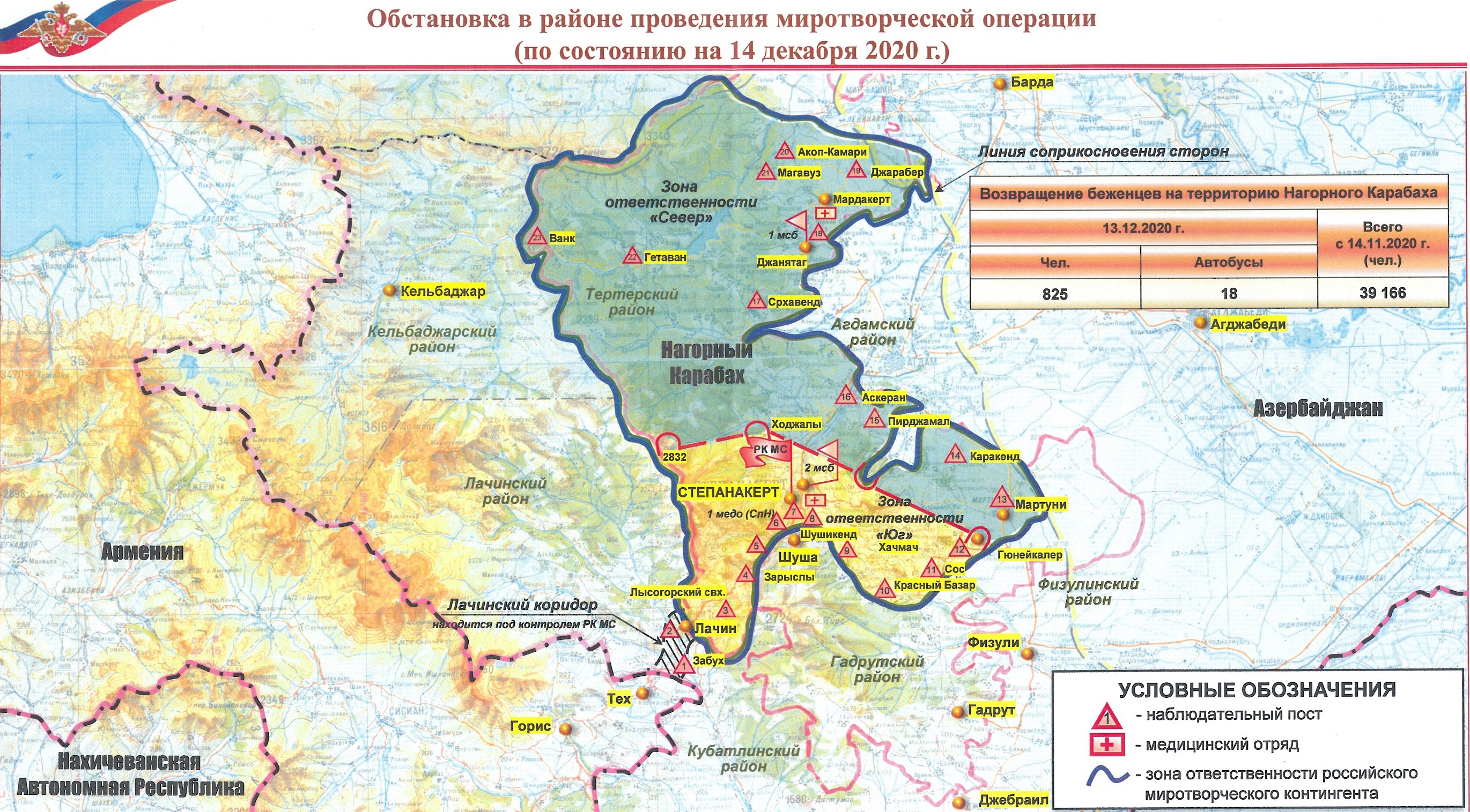
Ситуация в Нагорном Карабахе на 14 декабря 2020 после боестолкновений в Кёгна-Тагларе и Чайлаггале.

Во время военных действий осенью 2020 года линия фронта вплотную подошла к Кёгна-Таглару. Село после подписания в ночь с 9 на 10 ноября 2020 года совместного заявления о прекращении огня и введения в регион российских миротворцев оказалось в «серой зоне», и, хотя оно находилось более чем в 15 км от контролируемой российскими миротворцами линии соприкосновения сторон, в него не зашли азербайджанские войска. Несколько дней спустя армянские подразделения, не вступая в боевой контакт с азербайджанскими войсками, вошли в Кёгна-Таглар.
После возвращения Азербайджану Лачынского района 1 декабря, село оказалось изолированным; не было нормальной связи с остальной контролируемой армянами территорией ввиду труднопроходимой местности и отсутствия коммуникаций. 11 декабря азербайджанские войска, обвинив армянские вооружённые отряды в нападениях на азербайджанцев, выполнявших на данной территории гражданскую и военную деятельность, установили контроль над Кёгна-Тагларом и вынудили армянских военных оставить село. 13 декабря российские миротворческие силы взяли под свой контроль сёла Чайлаггала и Кёгна-Таглар, эти населённые пункты и полоса территории Карабахского хребта в пределах границ бывшей НКАО были включены в зону контроля миротворческого контингента Российской Федерации, однако уже на следующий день были исключены из неё. По словам представителя местных властей непризнанной НКР Эдуарда Айвазяна, в селе находились российские миротворцы, затем к ним подошли азербайджанские военные, поговорили, показали некоторые документы, после чего миротворцы ушли в Ханкенди. Таким образом, Азербайджан тогда восстановил контроль над этим селом.